# 정대삼
정대삼(1982년 5월~ )은 대한민국의 만화가이다. 필명은 늑대삼으로 초기에 본명으로 활동하다가 네이버 웹툰에서 '유토피아' 연재를 시작하면서 늑대삼이라는 현재의 필명으로 바꾸고 지금까지 계속 사용하고 있다. 초기 네이버 붐에서 웹툰을 연재하기 시작했으며 초기 온라인 만화가 세대이다. 2009년부터 작가 황상준과 협업으로 주로 활동을 하고 있다.

## 약력
2006년 제1회 만끽만화공모전 은상 : 작품 <INCOMPLETE>

## 주요 작품

### UTOPIA
2010년 8월부터 2012년 3월까지 네이버 웹툰에서 연재되었다. UTOPIA부터 늑대삼(정대삼)과 황상준의 공동작업이 시작되었다. 총 86화로 이루어져있으며, 장르는 드라마, 멜로이며 교통사고로 가족을 잃고 장애인이 된 고등학교 남학생 제갈늑과 과거의 트라우마로 말을 일부러 하지 않는 여학생 황삼을 중심으로 이야기가 전개된다.

장애인인 제갈늑은 부모님과 함께 교통사고를 당해 고아가 되고 왼쪽 다리를 잃고, 기억장애 및 뇌경련성 발작 등으로 고통을 받는 고등학생이다. 황삼은 후천적인 말더듬을 가지고 있으며, 이러한 언사 때문에 따돌림을 당한 충격으로 의도적으로 실어증을 걸린 연기를 하며 지내는 고등학교 여학생이다. 우연히 발작상태에 빠진 제갈늑을 황삼이 구하고, 황삼의 연기가 제갈늑에게 드러나며, 이를 통해 학교를 함께 등하교는 계약을 맺고 점차 서로를 이해한다.
장애인으로서 긍정적이고 당당한 삶을 살도록 노력하고 있다는 제갈늑의 태도와 황삼에 대한 그의 관심으로, 치매 할머니와 알콜 중독자의 아버지 밑에서 고통받는 황삼은 서서히 마음의 문을 연다. 그러나 동급생 현준상의 실수로 이들의 비밀(제갈늑의 장애 및 황삼의 실어증 연기)이 밝혀지게 되며 학교를 그만둔다. 이후 제갈늑은 점점 심해지는 통증과 죽음에 대한 공포, 그리고 자신의 잘못으로 사고가 일어나 부모님을 죽이게 되었다는 죄책감에 시달리고, 황삼은 더욱 폭력적이게 되는 아버지와 주변의 부정적인 시선에 고통받는다. 그러다 황삼이 집을 나와 제갈늑과 동거를 시작한다. 같이 생활하며 서로를 돕고 이해하면서, 이후엔 서로의 단점(흉터, 말더듬)이 이제는 느껴지지 않을 정도로 둘의 사랑이 점점 깊어져간다. 그러나 제갈늑의 병세는 더욱 악화되고, 부족한 병원비와 열악한 복지제도로 어려움을 겪는다. 결국 제갈늑은 작은 골방에서 죽음에 이르게 되고, 만화가를 꿈꾸는 현상준과 이러한 사연을 들은 웹툰작가들의 노력으로 인해, 제갈늑에 대한 이야기 UTOPIA가 출간되고 이를 황삼이 간직하며 끝을 맺는다.
결말 부분에 웹툰 작가들이 책을 낸다는 점에서, 종종 제갈늑과 황삼의 이야기가 실화로 착각하는 경우가 있었지만, 작가의 인터뷰에서 허구임을 밝혔다. 다만, 작가의 개인적 경험이 많이 반영된 점은 사실이다.

### 3ThreeGO
2006년 10월 25일부터 2007년 9월 13일까지 토토로사에서 연재되었다. 토토로사에서 정식연재 전, 2005년 9월 네이버 붐의 웹툰란에서 먼저 연재되었고 토토로사와 계약체결 후 이전 및 정식완결되었다. 장르는 멜로드라마이며 가난한 만화가 지망생이자 대학생인 '고래'와 소꿉절친인 여학생 '아양이', 그녀의 친구 '고냥이'를 중심으로 이어가는 20대 청춘과 가난, 운명적 사랑과 삼각관계에 대한 이야기로 전개된다.
특이사항으로 3ThreeGO는 연재에 있어서 부침이 많았다. 초기작으로 짧은 컷의 옵니버스 다이어리 형식의 동명의 작품(3GO)을 34화까지 연재하다가 리부트했다. 이후 상기 서술된 스토리의 3ThreeGO를 연재하며 인기를 끌다가 작가 개인사정 및 악플 테러 사건으로 인해 연재가 중단되었고 '정대삼 작가 응원 릴레이 카툰 운동' 이후 연재재개, 완결 이후 다시 TOTOSORA에서 재연재가 되는 점도 특이하다.
여기서부터는 3ThreeGO의 스포일러가 포함되어 있습니다.
가난한 만화가 지망생이자 대학생인 '고래'는 소꿉친구로서 남녀의 터울없이 막역하게 지낸 '아양이'와 좌충우돌 대학생활을 견뎌내고 있다. 그러다 길을 지나며 세번씩이나 만나 '고래'가 인연이라고 믿게 되는 여학생 '고냥이'를 만나고 사랑에 빠진다. 그러나 '고냥이'는 '아양이'의 친구였고, 소꿉친구인 '아양이'는 고래를 좋아하고 있었다. 자신이 좋아했던 여자와 자신이 좋아할 여자 사이에서 갈등을 겪다가 마지막에는 이를 인정하고 인물간의 화해가 이뤄진다. 그러나 이는 현실의 '고래'의 꿈이자 상상이었으며 이 모든 것은 혼자의 공상의 결과물이었다. 절망에 빠져 술을 먹는 '고래'에게 '아양이'와 닮은 여자가 나타나 말을 걸면서 새로운 시작을 암시하며 끝을 맺는다.

### 덕후네 하숙
레진코믹스에서 2014년 6월 10일부터 현재까지 유료로 연재되고 있다. 늑대삼과 황상준 작가의 공동작업이다. 장르는 섹시 코미디 웹툰으로 주인공 '덕후'가 운영하는 싸고 좋은 하숙집과 그곳에 들어온 귀여운 하숙생과의 관계를 중심으로 전개된다.

### 자취
2015년 2월부터 레진코믹스와 프라이데이코믹스에서 동시 연재되고 있다. 한 방에서 같이 사는 남녀의 사랑이야기를 그리는 성인장르 웹툰이다.

### 언제나 우울 가득 Dae3 Dairy
2008년 1월부터 2008년 10월까지 토토로사에서 연재되었다.총 76화이며 일기형식의 웹툰의 특성상 지속적으로 연재할 수 있었지만, 토토라사와의 계약기간 만료 및 작가 본인의 선택으로 연재종료되었다. 몇년간 꾸준히 이어온 다이어리 툰 중에서 유일한 정식연재, 상업 다이어리 툰이다

### 디스토피아
2014년 6월부터 2014년 11월까지 탑툰에서 연재되었다. 초기연재는 2013년 11월부터 카툰컵에서 연재되었지만 사이트 폐쇄로 탑툰에서 재연재되었다. 24세기의 미래사회로 선천적 장애를 가진 인간들이 초능력이 있다는 사실이 밝혀지면서 전개되는 이야기이다. 총 23화로 시즌1이 종료되었다.

### INCOMPLETE
2014년 3월부터 2015년 1월까지 탑툰에서 연재되었다. 2007년 1월부터 만끽에서 처음 연재되었지만 사이트 폐쇄로 탑툰으로 이전했다. 20대 대학생과 40대 아줌마의 사랑 이야기를 다루고 있다.

### 코난 김전일
2013년 7월부터 2014년 4월까지 올레마켓 웹툰에서 연재되었다. 총 40화로 이루어져있으며, 장르는 액션으로 자신이 있는 곳에서 늘 죽음이 일어나는, 죽음의 현장을 보는 능력을 가진 소년 정은견과 죽음을 맞이한 소녀와의 이야기를 중심으로 눈앞에서 벌어지는 살인사건을 막아낸다는 구성으로 전개된다. 만화 제목은 항상 살인사건에 나타나는 명탐정 코난과 소년탐정 김전일에 대한 오마주이다.

### 위너 클럽
2012년 9월부터 2013년 6월까지 네이트 만화에서 연재되었다. 총 42화로 이루어져있으며, 장르는 드라마로 전교급 찌질이 4명이 루저가 아닌 위너클럽을 결성해서 겪는 사건들의 이야기이다.

### 오빠가 동생을 사랑해
2012년부터 네이트 만화에서 연재되었다. 총 16화 완결 이후 서비스가 종료되고, 2014년 11월부터 2015년 2월까지 프라이데이코믹스 재연재되었다.

### 복단이와 복숭이
2007년 10월부터 2008년 12월까지 토토로사에서 연재되었다. 총 72화로 4살 차이나는 남녀의 로맨스에 대한 이야기를 다룬다.

### Dae3 병원
2006년 10월부터 2008년 11월까지 토토로사에서 연재되었다. 총 129화로 이루어져있으며, 장르는 드라마로 병원 내에서의 사랑, 다툼 등의 이야기 등이 4컷만화의 구성을 통해 전개된다.

### Mono Drama
정대삼 작가 본인 홈페이지에 연재한 자전적 웹툰으로 2004년 본인이 겪은 짝사랑을 소재로 만든 만화이다.

## 작가 성향 및 작품 경향

### 작가와 DAE3 DIARY
웹툰 작가 중에서 보기 드물게 카툰 다이어리를 계속 해오고 있다. (사실 일기를 계속, 그것도 공개적으로 쓰기란 더 어렵다)  이러한 그의 일기형식의 웹툰을 참조하면, 그의 전반적인 생애와 그의 작품의 영향에 직간접적으로 미친 사건과 소재들을 확인할 수 있다. 일기 및 기사에 따르면 데뷔 초기엔 생계를 이어가면 만화를 그리기 위해 아르바이트 및 공장 노동자로 일한 경험을 확인할 수 있다. 또한 2005년 <3ThreeGo>에 자신의 이력상 첫 연재 제의가 들어왔는데 1회당 '2만'원애 해당하는 제의를 받고 거절한 일화도 있다.이처럼 일상의 세세한 일, 감정, 치부까지 꽤나 솔직하게 드러내는 경우가 많다. 작품 중 <Mono Drama>는 작가가 2004년 짝사랑에 빠지고 차이기까지의 이야기를 섬세하게 그려내고 있다.
2006년 여름에 작가의 부친이 뇌경색으로 쓰러지고, 모친의 가게에 화재가 일어나는 등 풍파를 겪었다. 이후 거동이 불편해진 아버지와 치매에 걸린 조모를 돌보며 장애인 복지 실태에 대해서 관심을 갖게 되었고, 이는 이후 작품 등(UTOPIA)에 반영되었다.<3ThreeGO> 연재 중, 후술할 악플 사건으로 인해 충격을 받았지만, 동료작가와 네티즌들의 응원으로 이제는 나름 담담하게 대처하고 자신을 사랑하던 사람들을 돌아보는 계기가 된다고 한다.

### 작품 성향
전반적으로 우울하고 무거운 분위기의 작품을 주로 그린다. 데뷔 전부터 어려운 환경에서도 창작활동을 지속해왔고,
보관됨 2015-06-18 - 웨이백 머신 이런 그의 배경은 전반적인 작품의 경향(특히나 초기작)인 무겁고 우울한 색채에 영향을 주었다. 다만 연재되는 웹툰의 색깔이나 다이어리를 보면 위험하지 않을까 싶을정도로 우울해 보이는 편인데, 이는 오히려 우울한 감정을 작품에 쏟아붓는 행위로 실제 성격은 매우 밝고 명랑하다고 한다. 이는 작가 본인의 자전적 작품인 다이어리 웹툰에서도 종종 언급되는 것으로 보아 스스로도 인식하고 있는 것으로 보인다. 이런 우울한 색채와 더불어 UTOPIA, INCOPLETE, 디스토피아 등 소수자(장애인)에 대한 인식과 폭력에 대한 소재가 많다. 최근에 연재하는 성인적 코드의 웹툰들은 방이라는 공간적 소재와 밀접한 연관을 맺는다.
악플 사건으로 인한 좌절과 극복도 중요한 부분이다. 보관됨 2015-06-18 - 웨이백 머신(자세한 정보는 사건 참조)

### 작가 황상준과의 관계
황상준 작가는 <UTOPIA>에서부터 같이 작업을 시작했다. 정확히는 <UTOPIA>의 연재 완료 후, 에필로그에서 처음 언급되었으며 정대삼 작가와는 고등학교 1학년 때부터 사귄 15년 지기 친구이다. <UTOPIA> 연재 시, 공동작업임에도 작가의 네임밸류 등과 협업의 모호성의 이유 등으로 소개에 정대삼 작가의 이름만 올라갔다. 이후 2010년 1월, <The Road Of Revenge>와 <The Dark Ages>에서도 기존에 작업을 먼저 시작하고 있었지만, 그림부터 스토리까지 많은 부분에서 도움을 얻어 공동작가로 이름을 올렸다. 이후 대부분의 연재를 황상준 작가와 함께 진행하고 있다. 

## 사건

### 정대삼 응원 릴레이 카툰 운동
정대삼 응원 릴레이 카툰 운동은 2006년 8월, 무분별한 악플 테러로 인한 정대삼 작가의 절필 선언 후, 네이버 붐 및 커뮤니티 사이트들에서 웹툰 작가와 누리꾼들이 정대삼 작가를 응원 릴레이 카툰을 그린 릴레이 운동이다.

#### 발단
사건의 발단은 네이버 붐에서 인기리에 연재되던 3Threego가 휴재됨에 따라 시작되었다. 당시 정대삼 작가의 웹툰 연재는 네이버 붐을 비롯하여, 각종 커뮤니티 사이트에서 수익 없이 자유연재되는 작품이었다. 이러한 경제적 수익이 없는 연재 구조에서 부친 수술과 모친 가게에 화재가 일어나는 등 개인적인 우환이 겹침에 따라 정대삼 작가의 3Threego 연재는 어려워졌고, 이러한 사정에 따라 2주간 휴재를 하였다. 연재가 늦어지자 일부 악플러들이 정대삼의 개인 홈페이지(www.dae3.net / 지금은 폐쇄)에 연재 재개를 독촉하는 악플과 함께 개인 신상과 가족들을 비난하는 악성 댓글의 테러가 일어났다.

#### 운동 전개
작가 개인에 대한 모욕적인 언사 및 가족들에 대한 저주 등 그 수위가 점차 높아짐에 따라, 정대삼 작가는 3Threego 연재를 중단하는 절필 선언과 함께 이후 창작활동은 돈이 되는 것만을 하겠다는 내용의 글을 쓰고 개인 홈페이지를 폐쇄했다. 이에 따라 네이버 붐의 작가들의 모임체인 '카툰부머'의 작가들 위시하여 웃대, 오늘의 유머 등 각종 초기 웹툰 연재처의 동료작가들과 네티즌들이 악플 반대 및 정대삼 작가를 응원하는 내용의 릴레이 카툰의 연재가 시작되었다.
 이 당시 300여편이 넘는 릴레이 카툰의 규모는 이후 광우병 사건 때의 릴레이 카툰을 제외하고는 가히 최대 규모이다. 당시 발아기던 웹툰 초기시장을 염두에 두었을 때, 이 사건의 파급력을 알 수 있는 수치이다. 이는 중학교 교과서 및 EBS 지식채널 등에도 해당 내용이 소개되었다.

#### 릴레이 카툰 참여 작가 및 네티즌 명단
서상훈 필냉이 미티 겔부 김씨 워니 꼬마비 낑깡 낼름 누똥바 다다얍 닥터케인 방뺑 사이리클 암연즈 약간파랗 유리 키키 타조팀장 티몬 억수씨 판당고 한량박군 할아버지 공포의 눈알 크림아빠 , 라디오 노래 낭만소년 네스티캣 새끼만화가 정마루 골뱅이무침 bluealien 유나 최이원 이범생 엘가 ,Good Friend 영원.. hwanter  솔방울  poinicse 현님  crazy-for-you  cozydaisy jasmine 4랑silver 천재킬러 L숑 트리플s 김다은 김쉑 낄낄낄 하늘노래 상현 류시 루이칸미라 키미도뮤키 예수님짱 마이웨이 SIN_BEWARNED 우나 죽음의반지 점핑ㅋㅋ 쏘니 RAPUNZEL 유므 이종철 사모님나이샷 술이좋다 그루 밍이 0JORNBEAM0-_- 시계속가시 2488180 슈가민트 정훈 우주소녀아톰 미즈 주경 강철주먹 가해냥ㅋ 랄라광년이 라이언일병 빛을너머서 상콤 포롱이 나인간 정워랑 hmrtsdk 강씨 냥이s2 비빈 지존 vividmarine wolverine master 레드수에나이 zlem 깜냥 이무기 담이a i다음i유닛 유리 이쁘니 앤더백곰 이현지 김영철 권상구 고수지 권수정 안지근 김현승 김연채 이솔 솜다솜 김동환 김현준 정지호 황빛나 신성현 이해나 김은하 채영운 이연희 호록남 채준 정다은 박철민 김유미 노경민 황예찌 조범희 이재만 박유진 김나연 이재호 안수현 정혜미 김은수 홍세린 서동규 유양순 이종민 박신영 이정은 이광열 김형준 박성혁 손지희 이호근 김범석 양파 솜사탕 유뎅s 문혜민 정주혁 오덕환 안지근 이빙 민선기 원길호 샐러드김 신선화 비누 김은하 눅물도둑 박범진 최원숙 카카리 이보미 신수정 박원상 박희성 jihyi 오이 간지삜누님 우연히 김강영 대한민국고딩 krovin 고래동호회 김해든 김소라 d_b 쟈스민내음 만화가지망고딩 안녕하세요 박주훈 최동열 양성보 이민희 성지목 김익태 난당돌한여자 심재은 변대훈 이지희 김유리 이지현 박준철 김지윤 임승민 쓰리고:D 제발;;돌아와 정해천 정근호 김선형 박한별 이기혁 김지은 박현선 김경호 문찬종 박성옥 이민호 원성식 이태진 박기림 soulvoice 홍수지 김세린 박종원 김진성 김태훈 강대철 김정수 홍유리 김예은 에리얼 김명선 권혁일 방기원 한상윤 가비오리 대삼오빠팬 프래드 송용범 하태영 조성현 구름이 권오영 최보현 정우현 장성렬 김나래 김주호 김수빈 신민철
이상 251명. 인원 추가 바람.

#### 결과 및 의의
정대삼 응원 릴레이 카툰 운동을 통해 정대삼 작가의 연재 재개가 이어졌고, 아마추어 작가들의 웹툰 연재의 어려움에 대한 환기와 악플에 대한 반성에 대한 고찰이 이루어졌다. 네이버 붐 등에서 연재되던 3Threego는 이후 연재처를 정식 획득하고 재연재, 완결을 맺었다. 해당 사건은 이후, 온라인 상의 악플 문제에 대한 대명사로서 인용되었으며, EBS 지식채널 로 만들어졌고 도덕 교과서 반영 및 KBS 뉴스 등에 언급되었다.